# Istituto Europeo di Design
Pour les articles homonymes, voir IED.
L'Istituto Europeo di Design (IED) est une école internationale de formation privée spécialisée dans les disciplines du design, de la mode, de la communication visuelle et du management.

## Historique
L'école est fondée à Milan, en 1966, par Francesco Morelli. Ses campus se trouvent principalement en Italie (Milan, Rome, Turin, Venise, Florence et Cagliari), en Espagne (Barcelone et Madrid) ainsi qu'au Brésil (São Paulo). Elle accueille annuellement environ 10 000 étudiants sous la responsabilité d’une équipe pédagogique de 1 800 enseignants et propose une trentaine de cours triennaux post-diplôme ainsi que des cours de Master et des cours de Spécialisation.